# برج إيسو
برج إيسو هو أحد المباني الأولى التي بُنيت في حي لا ديفانس في باريس في الستينيات، وهُدم في عام 1993 ليحل محله برج قلب الدفاع.

## أحد رواد "لا ديفانس"
كان هذا المبنى رائداً من عدة وجهات نظر: أول مبنى للمكاتب في فرنسا، حيث بُنيَ في منطقة لا ديفانس في عام 1963، قبل أن تصبح لا ديفانس منطقة للأعمال حتى، لم يكن في المنطقة آنذاك إلا مركز الصناعات والتكنولوجيات الجديدة. كانت شركة إيسو قد اشترت الأرض بالفعل في عام 1957، حتى قبل إنشاء المؤسسة العامة لإنشاء مباني لا ديفانس Public Establishment for Installation of La Défense (EPAD).
أرادت شركة إيسو أن يتمكن موظفوها البالغ عددهم 1550موظفًا من العمل في مبنى واحد مريح وعملي. شمل هذا واحدًا من أوائل مطاعم الخدمة الذاتية، وغرفة مكيفة لأجهزة كمبيوتر IBM، وصالة للموظفين، وحتى صالة سينما. دخل المبنى الخدمة في أبريل 1965.
في عام 1993، كان برج إيسو أيضًا أول برج من أبراج لا ديفانس يتم هدمه. واليوم يرتفع في مكانه برج قلب الدفاع، الذي اكتمل بناؤه في عام 2001.

## مواصفات البرج
- المهندسين المعماريين: جريبر، لاثروب دوغلاس.
- 11 طابقاً.
- 30,000م2
- هيكل خرساني مركزي يركز على المصاعد وشبكة الأسلاك — الواجهات عبارة عن ستائر معدنية.
- بنيت في بلدية كوربفوا، في القطاع 4 من لا ديفانس.